# Lophoptera costata
Lophoptera costata är en fjärilsart som beskrevs av Moore 1885. Lophoptera costata ingår i släktet Lophoptera och familjen nattflyn. Inga underarter finns listade i Catalogue of Life.